# Rebecca Zimmerman
Pour les articles homonymes, voir Zimmerman.
Rebecca Zimmerman, née le 13 août 1990, est une rameuse d'aviron canadienne.

## Carrière
Elle est médaillée d'argent du huit aux Championnats du monde d'aviron 2017. Aux Championnats du monde d'aviron 2018, elle est sacrée championne du monde du deux sans barreur avec Caileigh Filmer. 